# Christiaan van der Klaauw

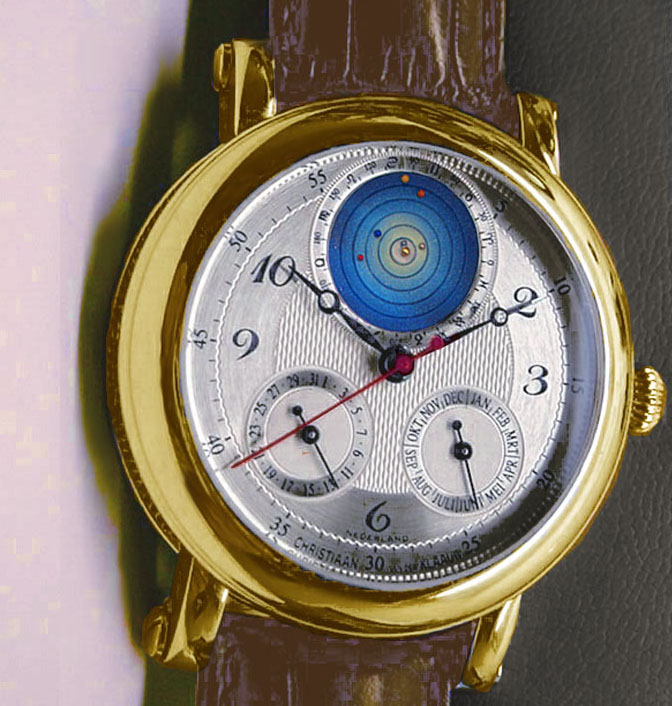
Planetarium 2000

Christiaan van der Klaauw is een Nederlands horlogemerk gespecialiseerd in het maken van technisch geavanceerde en luxehorloges. 
De Friese uurwerktechnicus Christiaan van der Klaauw begon in Heerenveen met een atelier waarin hij antieke klokken repareerde. Vanaf 1974 startte hij ook als ontwerper en maker van klokken. In 1989 trad hij toe tot het AHCI (Académie Horlogère des Créateurs Indépendants), een internationaal gilde van klokken- en horlogebouwers met enkele tientallen leden.
In 1992 presenteerde hij op de horlogebeurs van Bazel het eerste polshorloge ter wereld dat een compleet planetarium had ingebouwd. Het horloge was uniek in de wereld en vestigde de naam van de bouwer. Vanaf 1994 besloot hij zich daarom uitsluitend op de productie van polshorloges te richten.
Bijna elk model van dit horlogemerk heeft een relatie met astronomie. Veel horloges bevatten dan ook speciale functies zoals de stand van maan, zon, sterren en planeten of de aanduiding van dag, datum, maand, jaar of seizoen.  Tevens hebben de uurwerken veelal een klassieke uitstraling. Alle horloges worden in beperkte oplage geproduceerd en zijn handgemaakt. 